# Автомагістраль А7 (Франція)
Автомагістраль A7, також відома як l'autoroute du Soleil (укр. Автострада Сонця) — французька автомагістраль. Дорога продовжує A6 і з'єднує Ліон з Марселем. Довжина Autoroute du Soleil становить 302,5 кілометра. Вона є частиною європейських маршрутів E15, E80 та E714.

## Історія
Частина дороги в Марселі була побудована нацистськими загарбниками в 1941 році.

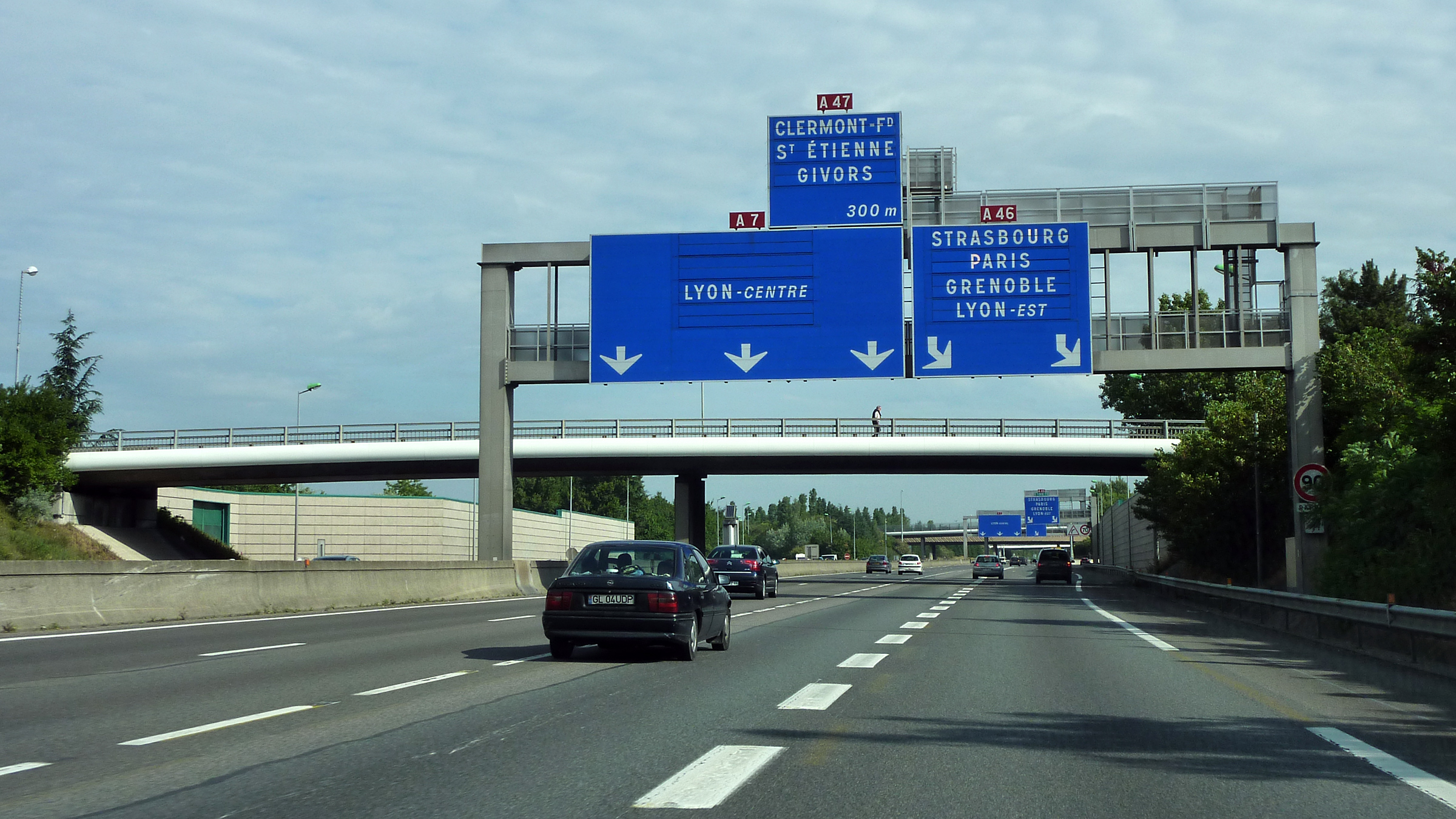
Автотраса A7 поблизу Ліона

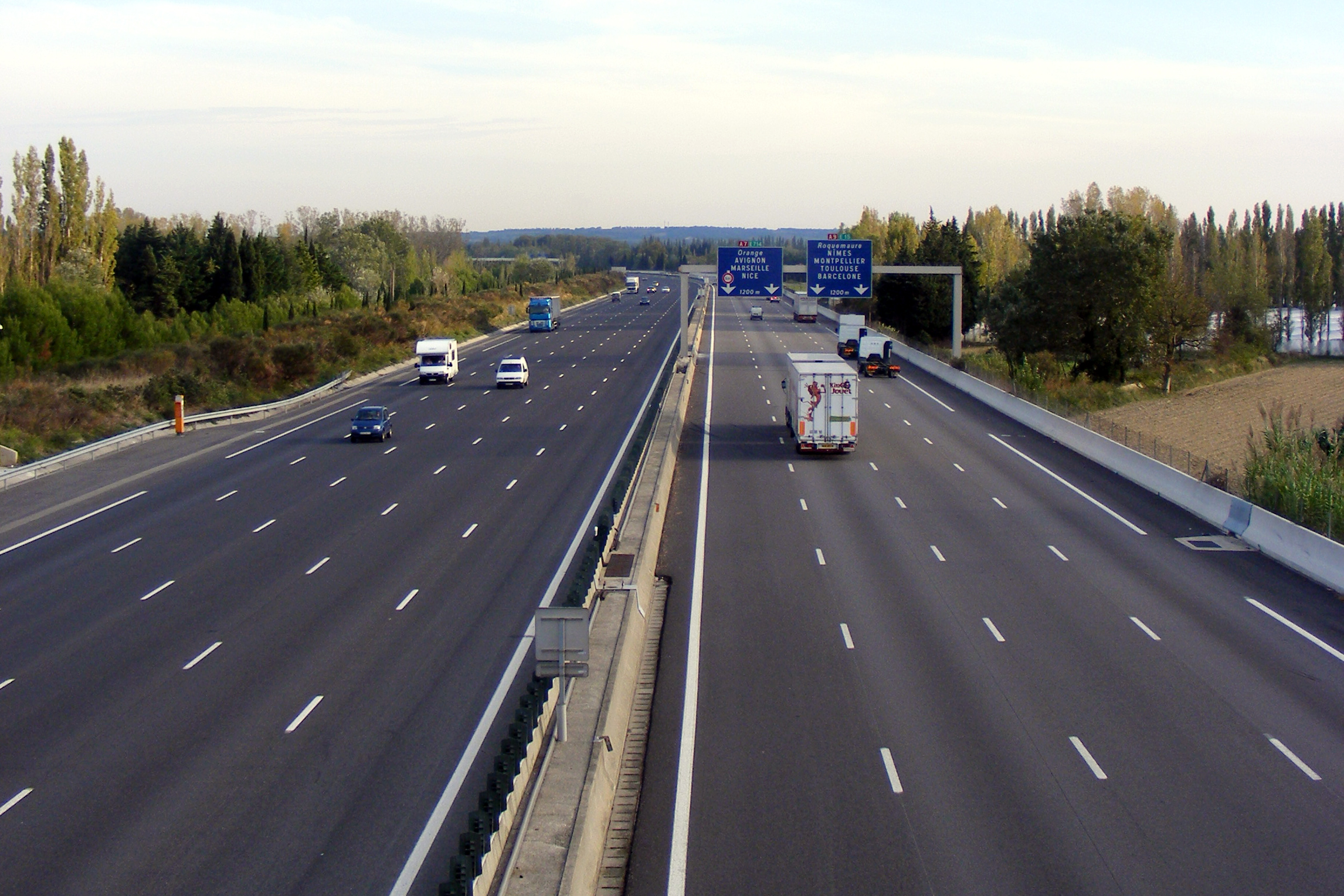
Автотраса А7 біля Оранжа

## Трафік
Ця автотраса досить важка протягом року. Велика частина транзиту важких вантажів між північною Францією, країнами Бенілюксу й Німеччиною та Середземним морем проходить через долину Рони, а отже, вздовж A7. Трафік також створюється місцевим транзитом навколо великих міст регіону (Ліон, В'єнн, Валанс, Оранж, Авіньйон). Під час святкових періодів рух транспорту особливо завантажений: на початку свят у південному напрямку, наприкінці — на північ. В останні вихідні липня та перші вихідні серпня особливо людно в обох напрямках; затори іноді можуть розтягнутися на сотні кілометрів.

## Майбутнє
Ділянка автомагістралі, що проходить через Ліон між Ла-Мулатьєр і залізничною станцією Перраш, перебуває в процесі розсекречування з наміром перетворити цю ділянку на міський бульвар. Щоб компенсувати це, буде побудована нова автомагістраль A44 в обхід Ліона та з'єднання з A7.